# Cécile Hernandez
Cécile Hernandez-Cervellon (Perpiñán, 20 de junio de 1974), que también compite como Cécile Hernandez, es una snowboarder paralímpica francesa y tres veces medallista paralímpico, con una medalla de plata en Sochi 2014, una de plata y un bronce en Pieonchang 2018 y una de oro en Pekín 2022 Compite por los equipos Les Angles y France Douanes, así como el equipo paralímpico nacional francés ; fuera del deporte, es periodista de aduanas y escritora.

## Carrera deportiva
Hernández-Cervellón comenzó su carrera deportiva como corredora de BMX en una competencia internacional antes de descubrir el snowboard. El 21 de octubre de 2002 experimentó un ataque de esclerosis múltiple que le paralizó las piernas durante dos meses. Como resultado, dejó de hacer deporte y se refugió en la escritura, publicando dos libros para Éditions du Rocher y trabajando para Europa 1 (desde 2011) y Le Figaro desde 2012, cubriendo los Juegos Paralímpicos de Verano 2012 en Londres. 
En mayo de 2012, Hernandez-Cervellon organizó una carrera de resistencia para atletas discapacitados y sin discapacidad, viajando de Lyon a Burdeos en bicicleta y en kayak. Luego, en 2013, cuando volvió a intentar practicar snowboard en los Alpes franceses, fue vista por un miembro del equipo francés de para-snowboard. Fue seleccionada para el equipo de snowboard paralímpico para los Juegos de Sochi en febrero de 2014, con poco más de un mes para prepararse, pero su actuación en la Copa Mundial de Snowboard Mundial el mes anterior la alentó. Ganó una medalla paralímpica de plata en Sochi, con un tiempo de cross de snowboard de 2:07.31, y fue nombrada caballero de la Orden Nacional del Mérito por el entonces presidente François Hollande en junio de 2014.  
En la temporada 2014-15, Hernandez-Cervellon ganó el Grand Slam con todas las etapas de la Copa Mundial de Snowboard Mundial Paralímpico, tanto en snowboard cross como en eslalon con banca; liderando su primera temporada completa le ganó un Globo de Cristal y terminó la temporada en La Molina coronada campeona mundial en eslalon con banca y con una medalla de plata en snowboard cross. En 2015-16, todavía compitiendo por Les Angles, ganó 10 carreras en las Copas de Europa y del Mundo y 2 Globos de Cristal más - un gros globe por liderar el ranking mundial de Snowboard paralímpico y un petit globe por el primer lugar en el eslalon en banca, así como la medalla de plata por el snowboard cross.
El 4 de febrero de 2017 en Big White, ganó otra medalla de plata en snowboard cross, ganando el eslalon silver en banca 3 días después. Al final de la temporada 2016-17 el mes siguiente, con 7 puestos en el podio, incluidas 5 victorias, ganó un tercer gros globe y ambos petits globes para snowboard cross y eslalon en banca.
Se unió al equipo France Douanes el 20 de enero de 2017 con el objetivo de viajar a Pieonchang como parte del equipo paralímpico francés para los juegos de invierno de 2018, donde ganó el bronce en la tabla de snowboard y la plata en el eslalon.

## Vida personal
Hernandez-Cervellon está casada, con Frédéric, y tienen una hija, Victoire-Eléonore.

## Trabajos
- La guerre des nerfs : 33 ans, sclérose en plaques [La guerra de los nervios: 33 años, esclerosis múltiple], Monaco: Rocher, 2008. ISBN 9782268064444, OCLC 213376314
- Qu'est-ce qu'elle fait maman? [¿Qué está haciendo mamá?], Monaco: Rocher, 2009. ISBN 9782268068312, OCLC 465087793